# إعادة ترتيب كلايزن
إعادة ترتيب كلايزن هو تفاعل عضوي يحدث فيه إعادة ترتيب وتشكيل رابطة كربون-كربون من إجراء عملية تسخين لإيثر فاينيل أليل[ ؟ ]، والتي تؤدي إلى تفاعل سيغماتروبي Sigmatropic reaction بحيث نحصل على إعادة ترتيب من النمط 3،3 لنحصل على γ،δ-كربونيل غير مشبع.
ينسب التفاعل إلى مكتشفه الكيميائي الألماني راينر لودفيج كلايزن، والذي اكتشفه سنة 1912.
هناك العديد من المراجعات العلمية حول هذا التفاعل الكيميائي.

## اقرأ أيضاً
- تفاعل إعادة ترتيب